# 寄居町立城南中学校
寄居町立城南中学校（よりいちょうりつ じょうなんちゅうがっこう）は、埼玉県大里郡寄居町にある公立中学校。

## 教育方針
大志を胸に
自ら学び　心豊かに　たくましく

## 沿革
- 1947年（昭和22年）4月 - 折原村立折原中学校と鉢形村立鉢形中学校が創立。
- 1959年（昭和34年）4月 - 折原中学校と鉢形中学校が合併し、寄居町立城南中学校が設置される。
- 1994年（平成6年）4月 - 新校舎移転[3]
- 2016年（平成28年） 5月 - ブータン王国オリンピック委員会会長のジゲル・ウゲン・ワンチュク王子が来校[4]。

## おもな卒業生
- 原口文仁 - プロ野球選手
- 田島洸成 - 元プロ野球選手